# Erik Follestad Johansen
Erik Follestad Johansen (født 22. juni 1989 i Asker) er en norsk tømrer, tidligere ishockeyspiller og landsholdsspiller, som i perioden 2007-2012 spillede på Frisk Asker, som også er hans moderklub. Han spillede fra sæsonen 2012–2013 for Vålerenga Ishockey, indtil han trak sig tilbage i 2016 på et professionelt niveau.

## Klubber
- 2006–2012 Frisk Asker
- 2012–2016 Vålerenga
- 2016–2017 Bergen Ishockeyklubb

## Underholdningsbransjen
Erik Follestad Johansen deltok i Iskrigerne og Skal vi danse i 2017. Fra 2020 er han fast medlem af panelet i  Spårtsklubben  på VGTV sammen med vært Jon Martin Henriksen, Ida Fladen og Mads Hansen. Follestad var også ishockeyekspert for TV2 indtil 2020.  I november 2018 udgav Follestad og Linni Meister sangen «Juletragedien». Sangen toppede Spotify Norges top 50 efter kun en dag.

## Eksterne links
- Erik Follestad Johansens profil på Eliteprospects.com (engelsk)